# Coleman (Michigan)
Coleman is een plaats (city) in de Amerikaanse staat Michigan, en valt bestuurlijk gezien onder Midland County.

## Demografie
Bij de volkstelling in 2000 werd het aantal inwoners vastgesteld op 1296.
In 2006 is het aantal inwoners door het United States Census Bureau geschat op 1258, een daling van 38 (-2,9%).

## Geografie
Volgens het United States Census Bureau beslaat de plaats een oppervlakte van
2,9 km², geheel bestaande uit land. Coleman ligt op ongeveer 231 m boven zeeniveau.

## Plaatsen in de nabije omgeving
De onderstaande figuur toont nabijgelegen plaatsen in een straal van 24 km rond Coleman.